# Otto Preißecker
Otto Preißecker (Vienna, 3 agosto 1898 – Innsbruck, 30 maggio 1963) è stato un pattinatore artistico su ghiaccio austriaco.

## Palmarès

### Individuale maschile
| Internazionali       | Internazionali | Internazionali | Internazionali | Internazionali | Internazionali | Internazionali |
| Evento               | 1923           | 1924           | 1925           | 1926           | 1927           | 1928           |
| -------------------- | -------------- | -------------- | -------------- | -------------- | -------------- | -------------- |
| Campionati mondiali  |                | 6°             | 3°             | 2°             | 2°             |                |
| Campionati europei   |                | 4°             | 3°             | 2°             |                | 3°             |
| Nazionali            |                |                |                |                |                |                |
| Campionati austriaci | 3°             |                | 3°             | 1°             | 1°             | 1°             |

### Coppie con Gisela Hochhaltinger
| Internazionali       | Internazionali | Internazionali |
| Evento               | 1929           | 1930           |
| -------------------- | -------------- | -------------- |
| Campionati mondiali  | 4°             |                |
| Campionati europei   |                | 3°             |
| Nazionali            |                |                |
| Campionati austriaci | 2°             | 2°             |